# Fielding Col
Der Fielding Col ist ein ostwestlich ausgerichteter und 550 m hoher Gebirgspass an der Fallières-Küste des Grahamlands auf der Antarktischen Halbinsel. Er verläuft zwischen den Baudin Peaks und dem Hag Pike und stellt die bekannteste Route zwischen dem Neny-Fjord und dem Wordie-Schelfeis zum Morgan Upland dar.
Das UK Antarctic Place-Names Committee benannte den Pass 1971 nach Harold Michael Fielding (* 1944) vom British Antarctic Survey, der von 1967 bis 1969 auf Stonington Island tätig war.